# Campionati europei juniores di atletica leggera 1975
Il III Campionato europeo juniores di atletica leggera si è disputato ad Atene, in Grecia, dal 24 al 26 agosto 1975.

## Risultati
I risultati del campionato sono stati:

### Uomini
| Specialità             | Oro                                                                   | Prestazione | Argento                                                                     | Prestazione | Bronzo                                                                 | Prestazione |
| Corse piane            |                                                                       |             |                                                                             |             |                                                                        |             |
| 100 metri              | Werner Bastians Germania Ovest                                        | 10"52       | Jean-Claude Amoureux Francia                                                | 10"53       | Marian Woronin Polonia                                                 | 10"55       |
| 200 metri              | Werner Bastians Germania Ovest                                        | 21"29       | Marc Machabey Francia                                                       | 21"40       | Eddy Albertin Italia Michael Gruse Germania Ovest                      | 21"53       |
| 400 metri              | Henryk Galant Polonia                                                 | 46"88       | Peter Hoffmann Regno Unito                                                  | 47"27       | Bernd Reimann Germania Est                                             | 47"41       |
| 800 metri              | Guy Gabrielli Francia                                                 | 1'49"8      | Ioannis Konnari Grecia                                                      | 1'49"9      | Rüdiger Möhler Germania Ovest                                          | 1'50"0      |
| 1.500 metri            | Ari Paunonen Finlandia                                                | 3'44"8      | Dmitriy Dmitriyev Unione Sovietica                                          | 3'45"1      | Sebastian Coe Regno Unito                                              | 3'45"2      |
| 3.000 metri            | Yvan Naessens Belgio                                                  | 8'10"6      | Patriz Ilg Germania Ovest                                                   | 8'15"0      | José Luis González Spagna                                              | 8'17"0      |
| 5.000 metri            | Pyotr Chernyuk Unione Sovietica                                       | 14'18"0     | John Treacy Irlanda                                                         | 14'19"2     | Anatoliy Dimov Unione Sovietica                                        | 14'20"6     |
| Corse a ostacoli       |                                                                       |             |                                                                             |             |                                                                        |             |
| 110 metri ostacoli     | Aleksandr Puchkov Unione Sovietica                                    | 14"07       | Javier Moracho Spagna                                                       | 14"46       | Thomas Wild Svizzera                                                   | 14"50       |
| 400 metri ostacoli     | Andreas Münch Germania Est                                            | 51"26       | Volker Beck Germania Est                                                    | 51"46       | José Alonso Spagna                                                     | 51"57       |
| 2000 metri siepi       | Mickey Morris Regno Unito                                             | 6'34"8      | Konstantinos Sakalis Grecia                                                 | 5'37"2      | Christer Ström Svezia                                                  | 5'37"4      |
| Corse su strada        |                                                                       |             |                                                                             |             |                                                                        |             |
| 10 km marcia           | Roland Wieser Germania Est                                            | 43'11"4     | Olaf Pilarski Germania Est                                                  | 43'49"0     | Mykola Vynnychenko Unione Sovietica                                    | 44'08"2     |
| Staffette              |                                                                       |             |                                                                             |             |                                                                        |             |
| Staffetta 4x100 m      | Francia Jean-Claude Amoureux Marc Machabey Jean-Jacques Matz Erik Guy | 40"07       | Germania Ovest Werner Bastians Friedhelm Heckel Michael Gruse Robert Tempel | 40"25       | Spagna Josep Carbonell Juan Reventer Miguel Arnau Ángel Heras          | 40"52       |
| Staffetta 4x400 m      | Germania Est Volker Beck Bernd Reimann Ronald Röder Andreas Münch     | 3'08"7      | Germania Ovest Harald Schmid Ludger Zander Gerhard Trabert Volker Längsfeld | 3'09"0      | Polonia Henryk Galant Wieslaw Puchalski Edward Antczak Marek Jakubczyk | 3'09"7      |
| Salti                  |                                                                       |             |                                                                             |             |                                                                        |             |
| Salto in alto          | Jacek Wszoła Polonia                                                  | 2,22 m      | Vladimir Andreev Unione Sovietica                                           | 2,20 m      | Giordano Ferrari Italia                                                | 2,16 m      |
| Salto con l'asta       | Aleksandr Dolgov Unione Sovietica                                     | 5,00 m      | Felix Böhni Svizzera                                                        | 4,80 m      | Aleksandr Vostrikov Unione Sovietica                                   | 4v80 m      |
| Salto in lungo         | Leszek Dunecki Polonia                                                | 7,98 m      | Jochen Verschl Germania Ovest                                               | 7,93 m      | Jaroslav Priscak Cecoslovacchia                                        | 7,84 m      |
| Salto triplo           | Aston Moore Regno Unito                                               | 16,16 m     | Gennadiy Kovtunov Unione Sovietica                                          | 16,06 m     | Miloš Srejović Jugoslavia                                              | 15,99 m     |
| Lanci                  |                                                                       |             |                                                                             |             |                                                                        |             |
| Getto del peso         | Vladimir Kiselyov Unione Sovietica                                    | 18,27 m     | Roland Höhne Germania Est                                                   | 18,16 m     | Luc Viudès Francia                                                     | 17,36 m     |
| Lancio del disco       | Helmut Klink Germania Est                                             | 55,48 m     | Kiril Georgiev Bulgaria                                                     | 54,84 m     | Ihor Duhinets Unione Sovietica                                         | 53,70 m     |
| Lancio del martello    | Detlef Gerstenberg Germania Est                                       | 70,08 m     | Klaus Ploghaus Germania Ovest                                               | 65,90 m     | Sergey Litvinov Unione Sovietica                                       | 64,44 m     |
| Lancio del giavellotto | Ivan Gromov Unione Sovietica                                          | 77,92 m     | Udo Mäussnest Germania Ovest                                                | 76,00 m     | Yuriy Kopylov Unione Sovietica                                         | 75,44 m     |
| Prove multiple         |                                                                       |             |                                                                             |             |                                                                        |             |
| Decathlon              | Eckart Muller Germania Ovest                                          | 7706 p.     | Georg Werthner Austria                                                      | 7468 p.     | Anatoliy Novikov Unione Sovietica                                      | 7424 p.     |

### Donne
| Specialità             | Oro                                                                          | Prestazione | Argento                                                                  | Prestazione | Bronzo                                                                    | Prestazione |
| Corse piane            |                                                                              |             |                                                                          |             |                                                                           |             |
| 100 metri              | Petra Koppetsch Germania Est                                                 | 11"34       | Marlies Oelsner Germania Est                                             | 11"43       | Wendy Clarke Regno Unito                                                  | 11"53       |
| 200 metri              | Petra Koppetsch Germania Est                                                 | 23"20       | Wendy Clarke Regno Unito                                                 | 23"85       | Silvia Schinzel Austria                                                   | 23"93       |
| 400 metri              | Christina Brehmer Germania Est                                               | 51"27       | Marita Koch Germania Est                                                 | 51"60       | Rosine Wallez Belgio                                                      | 52"55       |
| 800 metri              | Olga Commandeur Paesi Bassi                                                  | 2'05"8      | Zora Tomecic Jugoslavia                                                  | 2'06"1      | Rita Thijs Belgio                                                         | 2'06"1      |
| 1.500 metri            | Angelika Kuhse Germania Est                                                  | 4'18"6      | Loa Olafsson Danimarca                                                   | 4'19"6      | Gabriella Dorio Italia                                                    | 4'19"6      |
| Corse a ostacoli       |                                                                              |             |                                                                          |             |                                                                           |             |
| 100 metri ostacoli     | Laurence Lebeau Francia                                                      | 13"77       | Ute Glatte Germania Est                                                  | 13"98       | Xénia Siska Ungheria                                                      | 14"07       |
| Staffette              |                                                                              |             |                                                                          |             |                                                                           |             |
| Staffetta 4x100 m      | Germania Est Petra Koppetsch Marlies Oelsner Margit Sinzel Christina Brehmer | 44"05       | Polonia Elzbieta Stachurska Barbara Mika Zofia Filip Ewa Witkowska       | 44"93       | Germania Ovest Claudia Steger Dagmar Schenten Birgit Seiring Ina Wallburg | 45"32       |
| Staffetta 4x400 m      | Germania Est Christina Brehmer Marita Koch Margit Sinzel Hildegard Ullrich   | 3'33"7      | Germania Ovest Angelika Stachowicz Maria Kögel Ursula Hook Heike Neumann | 3'37"9      | Regno Unito Anne Clarkson Diane Heath Ruth Kennedy Karen Williams         | 3'39"1      |
| Salti                  |                                                                              |             |                                                                          |             |                                                                           |             |
| Salto in alto          | Alla Fedorchuk Unione Sovietica                                              | 1,88 m      | Susann Sundkvist Finlandia                                               | 1,86 m      | Brigitte Holzapfel Germania Ovest                                         | 1,80 m      |
| Salto in lungo         | Irina Zhidova Unione Sovietica                                               | 6,36 m      | Birgit Grimm Germania Est                                                | 6,31 m      | Doina Spinu Romania                                                       | 6,30 m      |
| Lanci                  |                                                                              |             |                                                                          |             |                                                                           |             |
| Getto del peso         | Verzhiniya Veselinova Bulgaria                                               | 17,30 m     | Zhivka Dimitrova Bulgaria                                                | 17,05 m     | Karin Kracik Germania Est                                                 | 16,21 m     |
| Lancio del disco       | Katrin Wenzel Germania Est                                                   | 55,06 m     | Katalin Csőke Ungheria                                                   | 50,48 m     | Tanya Racheva Bulgaria                                                    | 50,46 m     |
| Lancio del giavellotto | Leolita Blodniece Unione Sovietica                                           | 60,62 m     | Drahomira Dryeova Cecoslovacchia                                         | 57,44 m     | Vera Portnova Unione Sovietica                                            | 55,62 m     |
| Prove multiple         |                                                                              |             |                                                                          |             |                                                                           |             |
| Pentathlon             | Brigitte Holzapfel Germania Ovest                                            | 4450 p.     | Andrea Seeger Germania Est                                               | 4389 p.     | Petra Prenner Austria                                                     | 4363 p.     |

## Medagliere
Legenda
     Paese ospitante
| Posizione | Paese            | Oro | Argento | Bronzo | Totale |
| --------- | ---------------- | --- | ------- | ------ | ------ |
| 1         | Germania Est     | 12  | 8       | 2      | 22     |
| 2         | Unione Sovietica | 8   | 3       | 8      | 19     |
| 3         | Germania Ovest   | 4   | 7       | 4      | 15     |
| 4         | Polonia          | 3   | 1       | 2      | 6      |
| 5         | Francia          | 3   | 2       | 1      | 6      |
| 6         | Regno Unito      | 2   | 2       | 3      | 7      |
| 7         | Bulgaria         | 1   | 2       | 1      | 4      |
| 8         | Finlandia        | 1   | 1       | 0      | 2      |
| 9         | Belgio           | 1   | 0       | 2      | 3      |
| 10        | Paesi Bassi      | 1   | 0       | 0      | 1      |
| 11        | Grecia           | 0   | 2       | 0      | 2      |
| 12        | Spagna           | 0   | 1       | 3      | 4      |
| 13        | Austria          | 0   | 1       | 2      | 3      |
| 14        | Cecoslovacchia   | 0   | 1       | 1      | 2      |
| 14        | Jugoslavia       | 0   | 1       | 1      | 2      |
| 14        | Svizzera         | 0   | 1       | 1      | 2      |
| 14        | Ungheria         | 0   | 1       | 1      | 2      |
| 18        | Danimarca        | 0   | 1       | 0      | 1      |
| 18        | Irlanda          | 0   | 1       | 0      | 1      |
| 20        | Italia           | 0   | 0       | 3      | 3      |
| 21        | Romania          | 0   | 0       | 1      | 1      |
| 21        | Svezia           | 0   | 0       | 1      | 1      |
| Totale    | Totale           | 36  | 36      | 37     | 109    |